# Splendor (ciruela)
Splendor es una variedad cultivar de ciruelo (Prunus domestica), de las denominadas ciruelas europeas.
Una variedad que crio y desarrolló a finales del siglo XIX Luther Burbank en Santa Rosa (California), siendo un híbrido del cruce de 'Pond's Seedling' x 'Agen'.
Fruta de tamaño grande, siendo el color de su piel color púrpura oscuro, a veces casi negro, punteado abundante, tamaño pequeño, y su pulpa de color amarillo dorado, transparente, textura firme, jugosa, fibrosa, y sabor no muy dulce, muy agradable. Tolera las zonas de rusticidad según el departamento USDA, de nivel 4 a 10.

## Sinonimia
- "Splendor Prune",
- "Burbanks Splendor Prune",
- "Cross-bred Prune A.P.-318".[5]

## Historia
'Splendor' variedad de ciruela, de las denominadas ciruelas europeas con base de Prunus domestica, que fue desarrollada y cultivada por primera vez en el jardín del famoso horticultor Luther Burbank en Santa Rosa (California) mediante una hibridación de la flor de 'Pond's Seedling' como "Parental Madre" con polen de 'Agen' como "Parental Padre". Burbank realizaba investigaciones en su jardín personal y era considerado un artista del fitomejoramiento, que intentaba muchos cruces diferentes pero registraba poca información sobre cada experimento.
Las ciruelas 'Splendor' se desarrollaron a finales del siglo XIX en 1886 en Santa Rosa, una ciudad en el condado de Sonoma en el norte de California. En 1893 se vendió con el nombre de "Cross-bred Prune AP-318" a los viveros "Stark Brothers" de Luisiana (Misuri), quienes lo presentaron al año siguiente con su nombre actual, siendo particularmente notable por su importancia para la industria del transporte de frutas de Estados Unidos.
Las ciruelas 'Splendor' han sido descritas por : 1. Burbank Cat. 15 fig. 1893. 2. Cal. State Bd. Hort. Rpt. 47. 1897-98. 3. Am. Gard. 21:36. 1900. 4. U.S.D.A. Yearbook 274, PL XXXVI. 1903. Cross-bred Prune A.P.-318 1.

## Características
'Splendor' árbol medio y de crecimiento moderado, bajo y ancho con una copa densa de ramas empinadas, pesadas y más tarde caídas. Parcialmente autopolinizante. Muy saludable, cuelga bien del árbol y madura su cosecha todos juntos. Requiere un portainjerto fuerte. Tiene un tiempo de floración que comienza a partir del 19 de abril con el 10% de floración, para el 23 de abril tiene una floración completa (80%), y para el 5 de mayo tiene un 90% de caída de pétalos.
'Splendor' tiene una talla de fruto dos veces más grande que 'Agen', ovoide, comprimido, simétrica, ventruda, depresión muy ligera a lo largo de la sutura, presentando sutura línea violeta, casi imperceptible en los frutos bien coloreados, superficial, en depresión ligera en toda su extensión, excepto junto a cavidad peduncular donde unos milímetros está hundida, casi hendida, y en la zona pistilar donde forma un pequeño surco; epidermis muy fuerte, recubierta de pruina abundante, violácea o azulada, de distribución irregular, sin pubescencia, siendo la piel de color púrpura oscuro, a veces casi negro, punteado abundante, tamaño pequeño; Pedúnculo medio, grueso, muy adherente a la carne, insertado en una cavidad peduncular de anchura muy estrecha, casi superficial, poco rebajada en la sutura y más levantada en el lado opuesto;pulpa de color amarillo dorado, transparente, textura muy blanda, muy jugosa, fibrosa, y sabor no muy dulce, muy agradable.
Hueso adherente, sobre todo en las caras laterales, grande, elíptico alargado, deprimido, zona ventral muy estrecha y poco sobresaliente, surco dorsal muy marcado, los laterales variables, superficie arenosa, semi lisa.

Su tiempo de recogida de cosecha se inicia en su maduración de la tercera decena de agosto.

## Usos
La fruta no solo es grande con pulpa jugosa, sino que también es perfecta para enlatar, comer fresca del árbol a la mesa, y si se desea cocinar con ellas, son excelentes para tartas y pasteles.